# USS New Mexico (BB-40)
La USS New Mexico (BB-40) fu una nave da battaglia della marina militare statunitense (United States Navy) in servizio dal 1918 al 1946. Era la nave capoclasse della classe New Mexico, e la prima intitolata all'omonimo Stato. Ammodernata tra il 1931 e il 1933, prese parte alla seconda guerra mondiale nei teatri dell'oceano Atlantico e del Pacifico. Nel 1947, dopo la radiazione dai ranghi, venne demolita.
La nave fu premiata con sei Battle star per il suo operato durante la seconda guerra mondiale.

## Costruzione
La New Mexico venne ordinata il 20 ottobre 1914. La costruzione avvenne al New York Navy Yard, dove i lavori permisero a Margaret Cabeza De Baca, figlia del defunto governatore del Nuovo Messico Ezequiel Cabeza De Baca, di varare la nave rompendo la classica bottiglia di champagne il 13 aprile 1917. L'imbarcazione entrò ufficialmente in servizio con l'United States Navy il 20 maggio 1918, comandata dal Captain (capitano di vascello) Ashley Herman Robertson.

## Propulsione
A differenza delle altre due navi della classe New Mexico (USS Mississippi e USS Idaho) che utilizzavano turbine con riduttori meccanici, la New Mexico era equipaggiata con un sistema di propulsione turbo-elettrico dove le turbine a vapore azionavano una serie di generatori che fornivano elettricità ai motori tramite un albero. Tale impianto venne anche usato dalla General Electric per farsi pubblicità: in un inserto (The "Constitution" of To-day-Electronically Propelled) infatti venne esaltata l'immagine della ditta con una foto della New Mexico affiancata dalla Constitution, vecchia nave a vela; nello stesso foglio pubblicitario la New Mexico era definita "la prima nave di tutte le nazioni ad essere propulsa elettricamente", capace di viaggiare a 21 nodi (39 km/h) grazie ad una potenza dell'impianto motore di 28.000 hp (20.880 kW). Al di là della pubblicità offerta dalla General Electric, il sistema propulsivo della New Mexico garantiva veramente più potenza e minori consumi rispetto agli standard delle navi della US Navy.
Il punto debole di tutto ciò era che le connessioni elettriche si diramavano tutte da un'unica stanza, che se colpita dal fuoco nemico poteva disattivare tutto l'apparato motore: la USS Saratoga, per questo motivo, perse del tutto potenza per cinque minuti dopo che fu colpita da un siluro nel 1942. L'impermeabilità delle stanze motori venne poi diminuita da condotti di ventilazioni passanti per le paratie, nonché da oblò sistemati nella camera dei generatori.

## Armamento
L'armamento principale era costituito da dodici cannoni da 356 mm, tre per ognuna delle quattro torrette pesanti ciascuna 980 t. Le canne dei cannoni erano talmente vicine che vi era la possibilità che i proiettili si scontrassero in volo dopo lo sparo.

## Storia

### Periodo interbellico

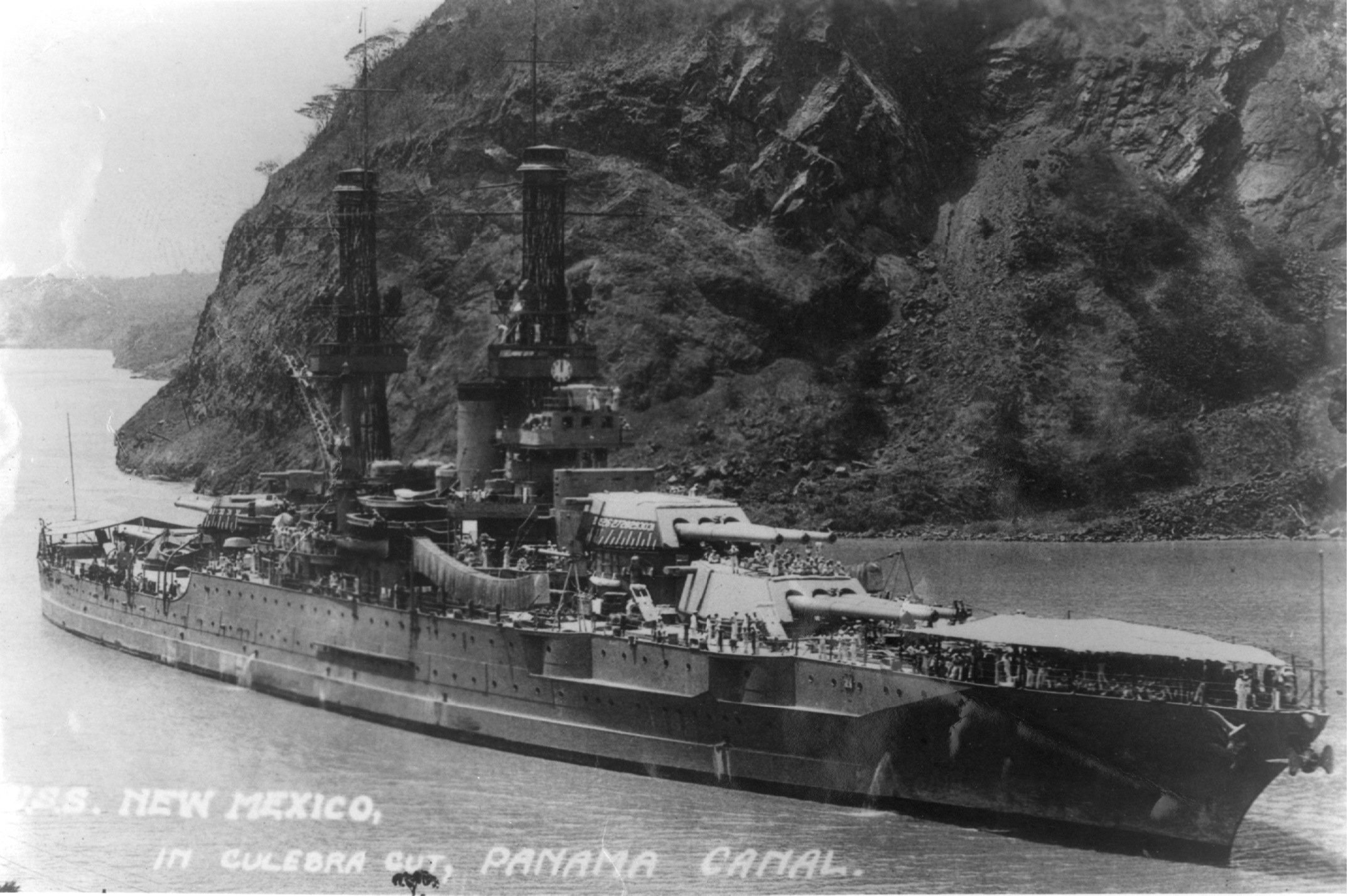
La New Mexico nel Canale di Panamá in una foto pre-1931, prima dei lavori di ammodernamento

Dopo un iniziale periodo di addestramento dell'equipaggio, la New Mexico salpò da New York il 15 gennaio 1919 per Brest (Francia) in funzione di scorta alla nave da trasporto George Washington, a bordo della quale si trovava il presidente Woodrow Wilson, pronta a ripartire per gli Stati Uniti dopo la conferenza di pace di Parigi. Le due navi gettarono l'ancora a Hampton Roads (Virginia) il 27 febbraio.
Il 16 luglio la New Mexico divenne nave ammiraglia della riorganizzata Pacific Fleet (la flotta del Pacifico), e tre giorni dopo mollò gli ormeggi per il Canale di Panamá e San Pedro (Los Angeles), dove arrivò il 9 agosto. Due degli originali quattordici cannoni da 5 pollici (127 mm) vennero rimossi nel 1922. La New Mexico passò i successivi dodici anni in manovre combinate con l'Atlantic Fleet nel Pacifico e nei Caraibi, in visite ai porti dell'America Meridionale e in una crociera, fatta nel 1925, dall'Australia alla Nuova Zelanda. Un anno prima, nel 1924, la New Mexico era servita da banco di prova del controllo PID, un sistema in retroazione negativa impiegato nei sistemi di controllo in seguito ampiamente diffusosi nell'ingegneria del controllo.
Dal marzo 1931 al gennaio 1933 la New Mexico venne sottoposta a lavori di ammodernamento e potenziamento: la propulsione elettrica venne rimossa in favore di turbine con riduttori meccanici e venne installata una batteria di otto cannoni antiaerei da 127 mm. La nave ritornò nel Pacifico nell'ottobre 1934 per riprendere le operazioni di addestramento.

### Seconda guerra mondiale

#### 1940-1943
La nave si trovava a Pearl Harbor dal 6 dicembre 1940 al 20 maggio 1941, prima di unirsi il 16 giugno all'Atlantic Fleet alla Naval Station Norfolk per intraprendere dei pattugliamenti in mare. Il 10 dicembre, mentre si trasferiva nella West Coast a seguito dell'attacco di Pearl Harbor del 7 dicembre 1941, la New Mexico speronò per errore la nave da trasporto statunitense Oregon, che affondò a sud dell'isola di Nantucket.
Gli ultimi dodici cannoni originari da 127 mm vennero rimossi nel maggio 1942 per fare spazio a nuove installazioni antiaeree. Il 1º agosto dello stesso anno, la nave iniziò il viaggio che da San Francisco la portò alle Hawaii per prepararsi al combattimento: dal 6 dicembre 1942 al 22 marzo 1943 infatti, la New Mexico scortò i convogli diretti alle Figi, quindi pattugliò il Pacifico sud-occidentale prima di ritornare a Pearl Harbor in vista della campagna contro i giapponesi delle Isole Aleutine. Il 17 maggio giunse ad Adak (Alaska), luogo utilizzato come base durante il blocco dell'isola di Attu, e il 21 luglio si unì alle forze statunitensi che bombardarono Kiska (occupata dai giapponesi il 6 giugno 1942) forzando l'evacuazione delle forze nipponiche, che avvenne una settimana più tardi.
Dopo un periodo di riposo alla base navale dello stretto di Puget (Washington), la New Mexico ritornò a Pearl Harbor il 25 ottobre per riprendere l'assalto alle isole Gilbert, iniziato il 20 novembre. La nave da battaglia bombardò l'atollo di Makin e fornì copertura aerea durante le operazioni di scarico materiale; funse altresì da scorta alle portaerei. La New Mexico tornò a Pearl Harbor il 5 dicembre.

#### 1944
Tornata, il 12 gennaio 1944, con la forza incaricata di sloggiare i giapponesi dalle Isole Marshall, la New Mexico bombardò Ebeye e Kwajalein dal 31 gennaio al 1º febbraio, quindi si rifornì di materiali a Majuro. Colpì le forze giapponesi a Wotje e Kavieng il 20 febbraio, Nuova Irlanda il 20 marzo, quindi fece scalo a Sydney prima di attraccare, a maggio, alle Isole Salomone per partecipare alla campagna delle isole Marianne e Palau: fece fuoco con i suoi cannoni quindi su Tinian il 14 giugno, Saipan il 15 e Guam il 16 giugno, mentre il 18 dello stesso mese contribuì a far fallire due attacchi aerei giapponesi diretti contro le forze statunitensi. Scortò quindi i trasporti che facevano la spola per le Marianne e per Eniwetok fino al 12 luglio, data in cui bombardò di nuovo Guam per spianare la strada alle truppe da sbarco, a cui dette copertura di fuoco fino al 30 luglio.
Ristrutturata da agosto a ottobre a Bremerton, Washington, la New Mexico arrivò al Golfo di Leyte il 22 novembre per coprire i convogli di rifornimenti. In questo periodo subì quasi quotidianamente attacchi aerei da parte dei giapponesi. Lasciò la zona del Golfo di Leyte il 2 dicembre per Palau, dove si unì alle unità addette alla scorta del convoglio inviato a conquistare l'isola di Mindoro (Filippine). Quando i soldati statunitensi sbarcarono nell'isola il 15 dicembre, la New Mexico fornì supporto per due giorni prima di ritornare a Palau.

#### 1945

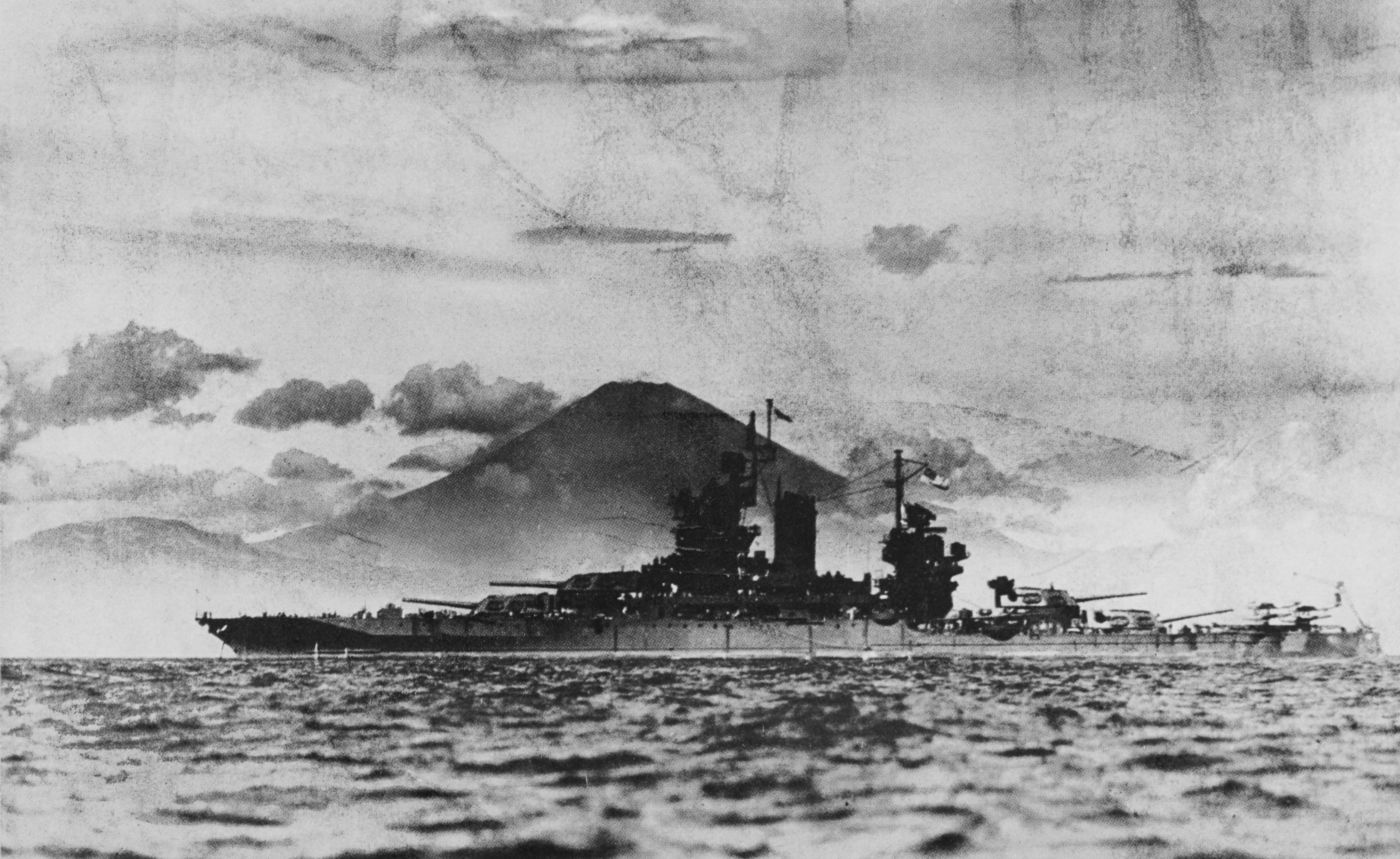
La New Mexico con il Fuji sullo sfondo, agosto 1945

La nave fu successivamente impiegata nella battaglia di Luzon, dove il 6 gennaio 1945 fu colpita da un kamikaze che uccise 31 soldati (tra cui il comandante Robert Walton Fleming e il tenente generale britannico Herbert Lumsden, addetto militare di Churchill presso il generale Douglas MacArthur) e ne ferì altri 87. Alla morte scampò per poco il viceammiraglio Bruce Fraser, anch'esso sul ponte al momento dell'attacco. La nave comunque rimase operativa e continuò a usare i cannoni mentre l'equipaggio riparava i danni.
Dopo le necessarie riparazioni avvenute a Pearl Harbor, la New Mexico ripartì il 21 marzo per Ulithi, in vista della battaglia di Okinawa. Il 26 marzo la nave aprì il fuoco sulle posizioni giapponesi, da essa martellate fino al 17 aprile, con due riprese i giorni 21 e 29. L'11 maggio distrusse otto barchini suicidi (Shinyo). Il giorno successivo, 12 maggio, mentre era in fase di avvicinamento al porto di Hagushi per rifornirsi, la New Mexico venne colpita da un kamikaze e da una bomba sganciata da un altro aereo, prendendo in parte fuoco e contando 54 morti e 119 feriti. L'incendio venne comunque spento in circa 30 minuti, e il 28 maggio la nave fu in grado di navigare verso Leyte per meglio riparare i danni.
Seguì un periodo di preparazione per la prevista invasione del Giappone, ma le operazioni belliche cessarono quando essa si trovava a Saipan il 15 agosto. Il giorno dopo l'equipaggio della nave manovrò per raggiungere Okinawa in qualità di forza d'occupazione; quindi raggiunse il Giappone entrando, il 27 agosto, nella Baia di Sagami per supportare l'occupazione dell'aeroporto di Atsugi, proseguendo quindi per la baia di Tokyo dove testimoniò alla resa del Giappone siglata il 2 settembre.
Il 6 settembre iniziò per la New Mexico il viaggio di ritorno verso gli Stati Uniti: passando per Okinawa, Pearl Harbor e il Canale di Panamá, attraccò a Boston il 17 ottobre 1945.

### Dopoguerra
Proprio a Boston la New Mexico venne radiata dal servizio il 19 luglio 1946, venendo definitivamente cancellata dal Naval Vessel Register (l'albo della US Navy con le navi ufficialmente in servizio) il 25 febbraio 1947. Il 9 novembre 1947 venne venduta alla Lipsett Division per essere demolita. L'US Navy recuperò dall'operazione 381.600 $.
La Lipsett decise di rimorchiare la New Mexico fino a Newark, dove sarebbe stata demolita anche in ragione della vicinanza della città con la ferrovia, mezzo ideale per trasportare altrove l'acciaio recuperato dalla nave. Così, agli inizi del novembre 1947, l'ex nave da battaglia dell'US Navy lasciò Boston, trainata da due rimorchiatori, fermandosi al largo di New York a causa delle avverse condizioni atmosferiche, che costrinsero tra l'altro a tagliare le corde che la tenevano legata ai rimorchiatori. Nonostante tre uomini si fossero issati a bordo della New Mexico portando con loro delle luci di posizione con cui illuminare la nave, i rimorchiatori la persero di vista. La New Mexico rimase quindi una "nave fantasma" in mezzo al mare fino a quando non fu ritrovata, il giorno successivo, a circa 56 km dalla costa dall'US Coast Guard: recuperata dai rimorchiatori, riprese quindi il suo ultimo viaggio per il luogo di demolizione.
In ogni caso, l'amministrazione di Newark non era disposta ad accettare nuove navi, in quanto era in corso un programma di abbellimento del fronte a mare della città, per cui bloccò il trasferimento della New Mexico. In risposta, la Lipsett aumentò a quattro i rimorchiatori che trainavano la New Mexico e l'US Coast Guard autorizzò l'entrata a Newark. A complicare quella che venne allora definita la "battaglia della Baia di Newark", la camera di commercio di Santa Fe (Nuovo Messico) accusò l'amministrazione di Newark di aver offeso, con il suo diniego ad accettare l'ex nave da battaglia, tutto lo stato del Nuovo Messico. Mentre la New Mexico attendeva il calmarsi del mare per attraccare definitivamente a Newark, l'US Department of the Navy inviò il proprio sottosegretario W. John Kenney a negoziare tra le parti: alla fine venne deciso che Newark avrebbe ospitato la New Mexico e altre due navi (Idaho e Wyoming), anch'esse da demolire, ma non ci sarebbero state strutture permanenti per la demolizione; inoltre, alla Lipsett vennero concessi nove mesi per completare lo smantellamento delle tre navi, con una penale di 1.000 $ per ogni giorno di ritardo.
La New Mexico entrò finalmente a Newark il 19 novembre: i lavori di demolizione iniziarono il 24 novembre e si conclusero nel luglio 1948..